# Transeius fulvus
Transeius fulvus är en spindeldjursart som beskrevs av Ehara och Toyoshima 2006. Transeius fulvus ingår i släktet Transeius och familjen Phytoseiidae. Inga underarter finns listade i Catalogue of Life.